# Falantes nativos do esperanto
Falantes nativos de esperanto (em esperanto, denaskuloj) são pessoas nascidas em famílias nas quais o Esperanto é falado (e, normalmente, outras línguas). Frequentemente um ou ambos os pais escolhem utilizar o esperanto como a língua principal de comunicação com as crianças, que adquirem a língua, assim, da mesma forma que outras crianças adquirem suas línguas nativas, de forma que a primeira palavra que aprendem a falar pode ser "panjo" ou "paĉjo" (os equivalentes, em esperanto, de "mamãe" e "papai", que, de acordo com o IPA, se pronunciam: [panjo] e [patʃjo], respectivamente). É comum essas crianças tornarem-se falantes nativos de duas, três ou até mais línguas. Há casos, também, em que os pais usam o esperanto entre si, mas utilizam outra língua para se comunicarem com seus filhos. Logo, as crianças, que desejam compreender o que seus pais conversam entre si, aprendem a, no mínimo, compreender o esperanto falado.
O esperanto não é a língua principal de nenhuma região geográfica do planeta, à exceção de encontros temporários (tais como em convenções similares ao Congresso Universal de Esperanto (Universala Kongreso) e em escritórios isolados (como é o caso do escritório central da Associação Mundial de Esperanto, em Roterdã). Isso posto, os falantes nativos têm oportunidades limitadas de se reunirem, exceto nos locais em que esses encontros são especialmente planejados. Por esse motivo, alguns pais consideram importante levar, regularmente, seus filhos a convenções de esperanto. O Congresso Infantil de Esperanto (Infana Kongreseto) ocorre anualmente, simultaneamente à maior convenção de esperanto existente, o Congresso Universal de Esperanto.
De acordo com a Ethnologue, há cerca de "200–2000 falantes de Esperanto como primeira língua." (Contudo, é sabido que a informação dada pela Ethnologue, no item esperanto, contém erros: ela relaciona o esperanto como uma língua natural da França, país com o qual, como sabemos, ela não tem qualquer ligação; além disso, um dos seus comentários linguísticos — apresentando a preposição al, que assinala o objeto indireto (semelhante ao dativo), como se fosse um sufixo — é, igualmente, incorreto.)  De acordo com uma síntese de 2019 de todas as estimativas feitas, elas estariam entre várias centenas e 2000, e comporiam entre <1% e 4,5% da comunidade Esperanto.
Provavelmente o falante nativo de esperanto mais famoso do mundo é o empresário George Soros, igualmente conhecido por seu papel na Quarta-feira Negra
.

## Fonte
Traduzido do artigo em inglês, com alguma adaptação na parte que se refere ao uso do dativo, para dar maior clareza à explicação. Esse artigo, por sinal, parece ser uma tradução da versão em Esperanto do mesmo artigo.